# Zugspitz Ultratrail
Der Zugspitz Ultratrail (abgekürzt ZUT; voller Name SALOMON Zugspitz Ultratrail powered by LEDLENSER nach dem Titelsponsor Salomon und dem Presenter Ledlenser) ist ein von der PLAN B event company veranstaltetes Traillauf-Festival, dessen Wettbewerbe auf Trails rund um Garmisch-Partenkirchen führen.
Seit seiner ersten Austragung 2011 zählt der Ultratrail mit einer Streckenlänge von 108 Kilometern und knapp 5400 zu überwindenden Höhenmetern sowie einem Zeitlimit von 28 Stunden zu den anspruchsvollsten Bergmarathons in Deutschland und hat sich mit Teilnehmern aus über 40 Nationen auch international etabliert. Über die Jahre kamen mit dem Supertrail XL (Grainau), dem Supertrail (Ehrwald), dem Basetrail XL (Leutasch) sowie dem Basetrail (Mittenwald) noch vier weitere Strecken mit jeweils neuen Startorten hinzu, so dass die gesamte Zugspitz Arena Bayern-Tirol mit eingeschlossen wurde. Das Ziel für alle Distanzen befindet sich in Garmisch-Partenkirchen.
2023 wurden die Namen der einzelnen Wettbewerbe geändert und bis auf den Ultratrail nach ihrem jeweiligen Startort benannt. Die Strecken wurden leicht angepasst und durch die zusätzliche Schleife um den Osterfelderkopf länger und etwas schwerer. Neu eingeführt wurde der Grainau Trail für Einsteiger. Die sechs Wettbewerbe sind auf zwei Tage verteilt: Am Freitag starten der Garmisch-Partenkirchen Trail und die beiden Langdistanzen, die anderen Wettbewerbe am Samstag.
2025 fand die Premiere des ZUT100, eines alpinen 100 Meilen Trailruns rund um die Zugspitze, statt.

## Strecken
ZUT100: Premiere 2025, 100 Meilen (ca. 164 km und ca. 8302 Höhenmeter). Zur Qualifikation muss in den beiden vorangegangenen Jahren mindestens ein 100 km Rennen erfolgreich absolviert worden sein. Insgesamt sind auf der Strecke 15 Verpflegungspunkte vorhanden, wobei manche davon identisch sind und mehrfach angelaufen werden. Für eine Teilpassage der Strecke gilt Helmpflicht.
Ultratrail: Auf der Ultratrail-Distanz haben die Teilnehmer ca. 111 km Streckenkilometer und ca. 5200 Höhenmeter im Aufstieg zu bewältigen. Dabei warten einige der schönsten Trailrunning-Abschnitte des gesamten Alpenraumes. Unter anderem wird die Zugspitze (mit 2962 Metern Höhe Deutschlands höchster Berg) umrundet, zugleich aber auch das gesamte Wettersteingebirge umlaufen. Insgesamt sind auf der Strecke zehn Verpflegungspunkte vorhanden.
Ehrwald Trail, früher Supertrail XL: Der Start über 87 Kilometer und 4100 Höhenmeter im Aufstieg erfolgt in Ehrwald direkt zu Füßen der Tiroler Zugspitze und schleift schon nach wenigen Kilometern in die Ultratrail-Strecke ein.
Leutasch Trail, früher Supertrail: Mit 69 Kilometern und 2950 Höhenmetern im Aufstieg wird die Kondition der Teilnehmer nach dem Start in Leutasch gefordert, ehe es gemeinsam mit den Ultra-Läufern auf einheitlicher Strecke weitergeht.
Mittenwald Trail, früher Basetrail XL: Hat es trotz seiner „nur“ 45 Kilometer in sich. Nach dem Start in Mittenwald sind 1920 Höhenmeter im Aufstieg und über 2000 Höhenmeter im Abstieg zu bewältigen.
Garmisch-Partenkirchen Trail, früher Basetrail: 2015 neu eingeführt, richtet sich mit 32 km Horizontaldistanz sowie 1535 (vor 2023 600) Höhenmetern im Aufstieg an Trailrun-Neulinge und schnelle Straßenläufer. Er ist Teil der nationalen Golden Trail Series. Der Start liegt in Garmisch-Partenkirchen.
Grainau Trail: 2023 neu eingeführt, richtet sich mit 14 km und 500 Höhenmetern im Anstieg an Trailrun-Einsteiger. Start ist in Grainau.

## Statistik

### Siegerlisten

#### ZUT100
| Datum          | Männer                | Zeit     | Frauen                | Zeit     |
| -------------- | --------------------- | -------- | --------------------- | -------- |
| 12.–14.06.2025 | Thomas Ungethüm (GER) | 24:00:45 | Joanna Tallmann (GER) | 24:57:22 |

#### Ultratrail
| Datum          | Männer                          | Zeit     | Frauen                        | Zeit     |
| -------------- | ------------------------------- | -------- | ----------------------------- | -------- |
| 13./14.06.2025 | Pierre Emmanuel Alexandre (GER) | 11:12:10 | Lisa Wimmer (GER)             | 13:02:56 |
| 14./15.06.2024 | Pierre Emmanuel Alexandre (GER) | 10:59:13 | Esther Fellhofer (AUT)        | 13:56:52 |
| 16./17.06.2023 | Marcel Geißler (GER)            | 12:36:05 | Marta Wenta (POL)             | 15:12:49 |
| 16.07.2022     | Thomas Ungethüm (GER)           | 13:16:45 | Lada Stalzerova (CZE)         | 15:20:16 |
| 16.06.2018     | Castañer Bernat Tofol (ESP)     | 10:59:03 | Caroline Chaverot (FRA)       | 12:59:33 |
| 17.06.2017     | Thomas Farbmacher (AUT) -2-     | 11:22:09 | Lisa Mehl (GER)               | 13:54:22 |
| 21.06.2016     | Thomas Farbmacher (AUT)         | 11:40:09 | Kristin Berglund (AUT)        | 13:21:27 |
| 20.06.2015     | Michael Arend (GER)             | 09:44:08 | Simona Morbelli (ITA)         | 11:11:13 |
| 21.06.2014     | Stephan Hugenschmidt (GER)      | 10:36:50 | Anne-Marie Flammersfeld (GER) | 13:53:21 |
| 22.06.2013     | Philipp Reiter (GER)            | 11:11:32 | Ildikó Wermescher (HUN) -2-   | 13:45:01 |
| 23.06.2012     | Julien Chorier (FRA)            | 11:55:37 | Ildikó Wermescher (HUN)       | 14:09:03 |
| 25.06.2011     | Miguel Heras (ESP)              | 10:55:20 | Julia Böttger (GER)           | 14:15:08 |

Anmerkung: 2015 wurde die Strecke aufgrund von schlechten Witterungsbedingungen auf 90,9 km verkürzt. 2019 wurde die Strecke aufgrund von schlechten Witterungsbedingungen auf den Supertrail gekürzt.

#### Ehrwald Trail (früher: Supertrail XL)
Der Supertrail XL mit 79,3 Kilometern und 4156 Höhenmetern wurde 2014 eingeführt. Mit der Umbenennung 2023 in Ehrwald Trail wurde die Strecke leicht modifiziert und auf 87 Kilometer verlängert.
| Datum          | Männer                      | Zeit     | Frauen                    | Zeit     |
| -------------- | --------------------------- | -------- | ------------------------- | -------- |
| 13./14.06.2025 | Max Rahm (GER)              | 09:47:51 | Ruth Huber (SUI)          | 12:32:06 |
| 14./15.06.2024 | Benedikt Ritter (GER)       | 09:47:17 | Ida-Sophie Hegemann (GER) | 10:39:57 |
| 16./17.06.2023 | Till Fischer (GER)          | 11:10:38 | Ruth Croft (NZL)          | 11:09:54 |
| 16.07.2022     | Remigio Huaman Quispe (PER) | 08:31:14 | Anna Hahner (GER)         | 09:59:07 |
| 16.06.2018     | Andre Purschke (GER)        | 09:50:29 | Katharina Hartmuth (GER)  | 11:45:41 |
| 17.06.2017     | Markus Mingo (GER)          | 09:02:17 | Eva-Maria Sperger (GER)   | 10:46:18 |
| 21.06.2016     | Peter van der Zon (CH)      | 09:54:37 | Claudia Kahl (CH)         | 11:02:01 |
| 20.06.2015     | Matthias Krah (GER)         | 07:34:06 | Ildikó Wermescher (HUN)   | 08:27:44 |
| 21.06.2014     | Martin Strelka (CZE)        | 11:03:32 | Zsófia Pálos (HUN)        | 11:44:14 |

Anmerkung: 2015 wurde die Strecke aufgrund von schlechten Witterungsbedingungen auf 69,2 km verkürzt. 2019 wurde die Strecke aufgrund von schlechten Witterungsbedingungen auf den Supertrail gekürzt.

#### Leutasch Trail (früher: Supertrail)
| Datum      | Männer                     | Zeit    | Frauen                    | Zeit     |
| ---------- | -------------------------- | ------- | ------------------------- | -------- |
| 14.06.2025 | Markus Brennauer (GER)     | 7:10:43 | Madeleine Gerweck (GER)   | 9:49:07  |
| 15.06.2024 | Sebastian Jägerfeld (GER)  | 6:40:20 | Ruth Croft (NZL)          | 6:49:23  |
| 17.06.2023 | Alexander Gepp (GER)       | 7:38:42 | Chrissie Wellington (GBR) | 8:25:26  |
| 16.07.2022 | Petter Engdahl (SWE)       | 6:01:41 | Lisa Mehl (GER)           | 8:31:00  |
| 15.06.2019 | Florian Reichert (GER)     | 6:04:59 | Magda Laczak (POL)        | 7:29:29  |
| 16.06.2018 | Tobias Henkel (GER)        | 7:15:01 | Daniela Oemus (GER) -2-   | 7:19:11  |
| 17.06.2017 | Hannes Namberger (GER)     | 6:42:43 | Daniela Oemus (GER)       | 7:41:52  |
| 21.06.2016 | Matthias Baur (GER)        | 6:21:26 | Melanie Albrecht (GER)    | 7:45:10  |
| 20.06.2015 | Christoph Lauterbach (GER) | 5:15:54 | Alexandra Raddatz (GER)   | 6:41:17  |
| 21.06.2014 | Martin Schedler (GER)      | 6:41:54 | Kathrin Schichtl (GER)    | 7:55:08  |
| 22.06.2013 | Thomas Geisenberger (GER)  | 7:07:06 | Anna Kotschergina (RUS)   | 9:42:07  |
| 23.06.2012 | Philipp Reiter (GER) -2-   | 6:49:59 | Emily Hargreaves (GB)     | 10:13:33 |
| 25.06.2011 | Philipp Reiter (GER)       | 7:04:04 | Kasia Zajac (POL)         | 9:05:28  |

Anmerkung: 2015 wurde die Strecke aufgrund von schlechten Witterungsbedingungen auf 54,1 km verkürzt. 2024 und 2025 wurde die Strecke während des Rennens aufgrund von schlechten Witterungsbedingungen um den Osterfelder Loop verkürzt.

#### Mittenwald Trail (früher: Basetrail XL)
Der ehemalige Basetrail, den es seit dritten Austragung des Zugspitz Ultratrail 2013 gibt, wird seit 2015 unter dem Namen „Basetrail XL“ geführt. 2023 wurde er nach seinem neuen Startort umbenannt in „Mittenwald Trail“.
| Datum      | Männer                          | Zeit    | Frauen                    | Zeit    |
| ---------- | ------------------------------- | ------- | ------------------------- | ------- |
| 14.06.2025 | Markus Mingo (GER)              | 3:54:05 | Maria Elisa Legelli (GER) | 4:15:51 |
| 15.06.2024 | Sven Koch (GER)                 | 3:37:27 | Holly Page (GBR)          | 4:13:52 |
| 17.06.2023 | Florian Reichert (GER)          | 4:01:49 | Jasmin Nunige (SUI)       | 4:36:34 |
| 15.07.2022 | Robbie Simpson (GBR)            | 3:47:53 | Toni McCann (RSA)         | 4:21:37 |
| 15.06.2019 | Pierre-Emmanuel Alexandre (FRA) | 3:34:09 | Laura Dahlmeier (GER)     | 4:15:38 |
| 16.06.2018 | Gregory Vollet (FRA)            | 3:47:36 | Ida-Sophie Hegemann (GER) | 4:27:01 |
| 17.06.2017 | Lukas Naegele (GER)             | 3:29:22 | Maria Koller (GER)        | 4:05:23 |
| 21.06.2016 | Marcus Baur (GER)               | 3:40:47 | Michelle Maier (GER)      | 3:55:33 |
| 20.06.2015 | Walter Manser (SUI)             | 2:35:25 | Tina Fischl (GER) -2-     | 3:06:16 |
| 21.06.2014 | Peter Fankhauser (AUT)          | 3:32:28 | Tina Fischl (GER)         | 3:51:08 |
| 22.06.2013 | Stephan Hugenschmidt (GER)      | 3:20:21 | Anja Maurer (GER)         | 4:27:59 |

Anmerkung: 2015 wurde die Strecke aufgrund von schlechten Witterungsbedingungen auf 29,7 km verkürzt.

#### Garmisch-Partenkirchen Trail (früher: Basetrail)
Der Basetrail in dieser Form, geplant mit 25,1 km Länge und 1595 Höhenmetern, hätte beim Zugspitz Ultratrail 2015 erstmals gelaufen werden sollen. Aufgrund von schlechten Witterungsbedingungen musste die Strecke schließlich auf 19,1 km verkürzt werden. 2023 wurde er in Garmisch-Partenkirchen Trail umbenannt.
| Datum      | Männer                      | Zeit    | Frauen                  | Zeit    |
| ---------- | --------------------------- | ------- | ----------------------- | ------- |
| 14.06.2025 | Manuel Innerhofer (AUT)     | 2:24:06 | Sarah Kistner (GER)     | 2:45:01 |
| 15.06.2024 | Manuel Innerhofer (AUT)     | 2:12:17 | Marion Leiberich (GER)  | 2:38:46 |
| 16.06.2023 | Hans-Peter Innerhofer (AUT) | 2:24:00 | Emma Pooley (SUI)       | 2:48:28 |
| 15.07.2022 | Thomas Roach (GBR)          | 1:24:10 | Charlotte Moerman (BEL) | 1:47:23 |
| 15.06.2019 | Martin Mattle (AUT)         | 2:27:42 | Tímea Horváth (HUN)     | 3:03:52 |
| 16.06.2018 | Christoph Hillebrand (GER)  | 2:26:23 | Aoife Quigly (GBR)      | 3:00:15 |
| 17.06.2017 | Stefan Knopf                | 2:16:14 | Kate Jamboretz (USA)    | 2:55:10 |
| 21.06.2016 | Daniel Rohringer (GER)      | 2:25:00 | Vroni Brand (GER)       | 3:07:08 |
| 20.06.2015 | Helmut Schiessl (GER)       | 1:43:09 | Sabine Wallner (GER)    | 2:25:54 |